# Piæ cantiones

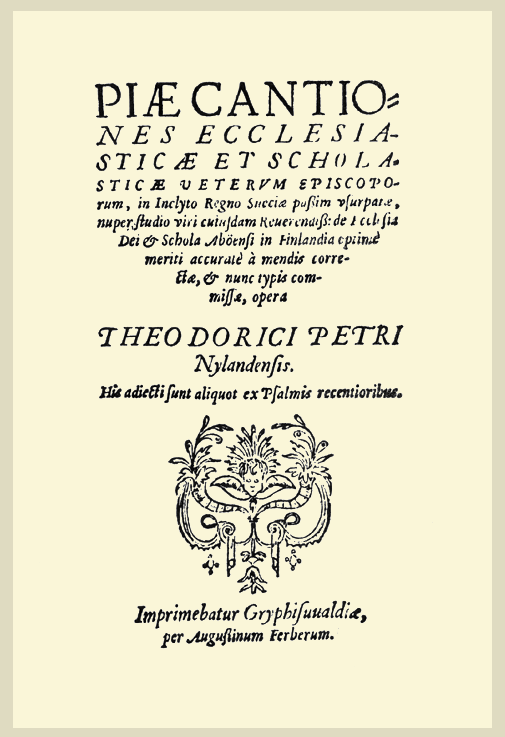
Piæ cantiones, 1625

Piæ cantiones ecclesiasticæ et scholasticæ veterum episcoporum (en français : Chants pieux : Chants ecclésiastiques et scolaires des anciens évêques) est un recueil de chants en latin médiéval publiés en  1582. Ces chants furent chantés dans les églises catholiques de Suède et de Finlande jusqu'au XIXe siècle.

## Histoire

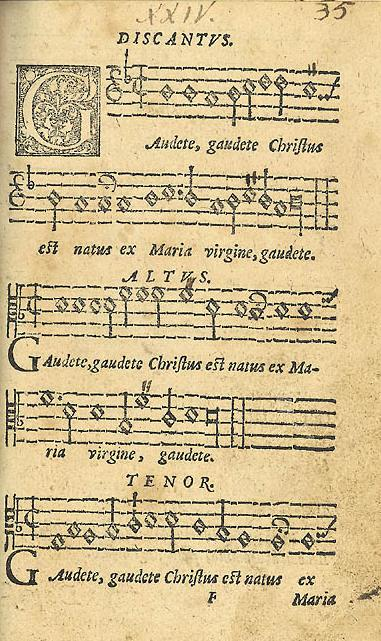
Première page de Gaudete.

Les Piæ cantiones ont été compilés par Jaakko Suomalainen, appelé Jacobus Finno en latin, un homme du clergé de l'École de la cathédrale de Turku,.
Leur première publication est réalisée à Greifswald par le Suédois Theodoricus Petri Rutha de Nyland et le Finnois Petri Uusimaa (1560 - 1630), issu d'une famille aristocratique et étudiant à l'université de Rostock. Cette première édition comprend 74 chants en latin ou en suédois et latin.
En 1616, Hemminki Maskulainen édite la traduction en finnois des cantiques sous le titre Wanhain Suomen maan Piispain ja Kirkon Esimiesten laulud Christuxesta ja inhimillisen elämän surkeudhesta.
En 1625, la famille de Theodoricus Petri édite une version comprenant 13 chants supplémentaires avec des adaptations polyphoniques de Daniel Friderici le chantre de l'église Sainte-Marie de Rostock.
Jusqu'au XIXe siècle, les Piæ cantiones sont populaires dans les écoles finlandaises puis elles disparaîtront progressivement. Actuellement, en conséquence du renouveau d'intérêt pour la musique ancienne, les Piæ cantiones sont à nouveau une partie très appréciée du répertoire des chorales finnoises et suédoises. De nos jours, les traductions de Maskulainen apparaissent sous une forme modernisée dans les livres de cantiques de l'Église évangélique-luthérienne de Finlande. En ce sens les Piæ cantiones continuent à enrichir la vie spirituelle en Finlande.